# Äldrestöd
Äldrestöd, officiellt: tillfälligt sysselsättningsbidrag för äldre arbetskraft inom textil- och konfektionsindustrin, var ett sysselsättningsbidrag som under åren 1977–1989 i Sverige utgick till arbetsgivare inom textil- och konfektionsindustrin i syfte att upprätthålla sysselsättningen för arbetskraft i åldern 50–65 år som var sysselsatta inom produktionen. Bidraget, som prövades och tillsågs av länsarbetsnämnden, uppgick till 28 kr per timme för varje arbetstagare som omfattades av bidraget.